# Ácido 2-hidroxietilfosfónico
El fosfonato natural ácido 2-hidroxietilfosfónico (2-HEP) o 2-hidroxietilfosfonato comienza a partir de la reorganización del fosfoenolpiruvato (figura [1]) en fosfonopiruvato (figura [2]), una reacción catalizada por la enzima fosfoenolpiruvato mutasa (PepM). En este proceso de equilibrio, la termodinámica favorece al fosfonoenolpiruvato por un factor de al menos 500. Por lo tanto, el fosfonopiruvato tiene que convertirse rápidamente en compuestos metabólicamente útiles, favoreciendo ese desplazamiento mediante reacciones irreversibles. Una vez se ha generado el fosfonopiruvato, se descarboxila gracias a la ayuda de la enzima fosfonopiruvato descarboxilasa (Ppd), para dar fosfonoacetaldehído (figura [3]), que gracias a la acción de la alcohol deshidrogenasa genera el 2-HEP (figura [4]). La mayoría de las enzimas involucradas en la producción de estos compuestos han sido aisladas y caracterizadas y revisadas exhaustivamente:
Antibióticos de la familia de los fosfonatos, de bajo peso molecular, como la fosfomicina, fosfonoclorina (producido por varias cepas de Fusarium y Talaromyces flavus), bialafos, trialafos, etc. están relacionados con el 2-HEP.